# Michele Pirro
Michele Pio Pirro (San Giovanni Rotondo, 5 de julio de 1986) es un piloto de motociclismo italiano, que actualmente se desempeña como piloto probador de Ducati para su desarrollo en MotoGP desde 2013 y que ocasionalmente participa como wildcard o piloto sustituto con la misma marca. Entre 2006 y 2007 fue piloto de 125cc, en 2011 de Moto2 y en 2012 de MotoGP, todo ello en el Campeonato Mundial de Motociclismo. Además compitió en el Campeonato Mundial de Supersport en 2009 y 2010.

## Biografía

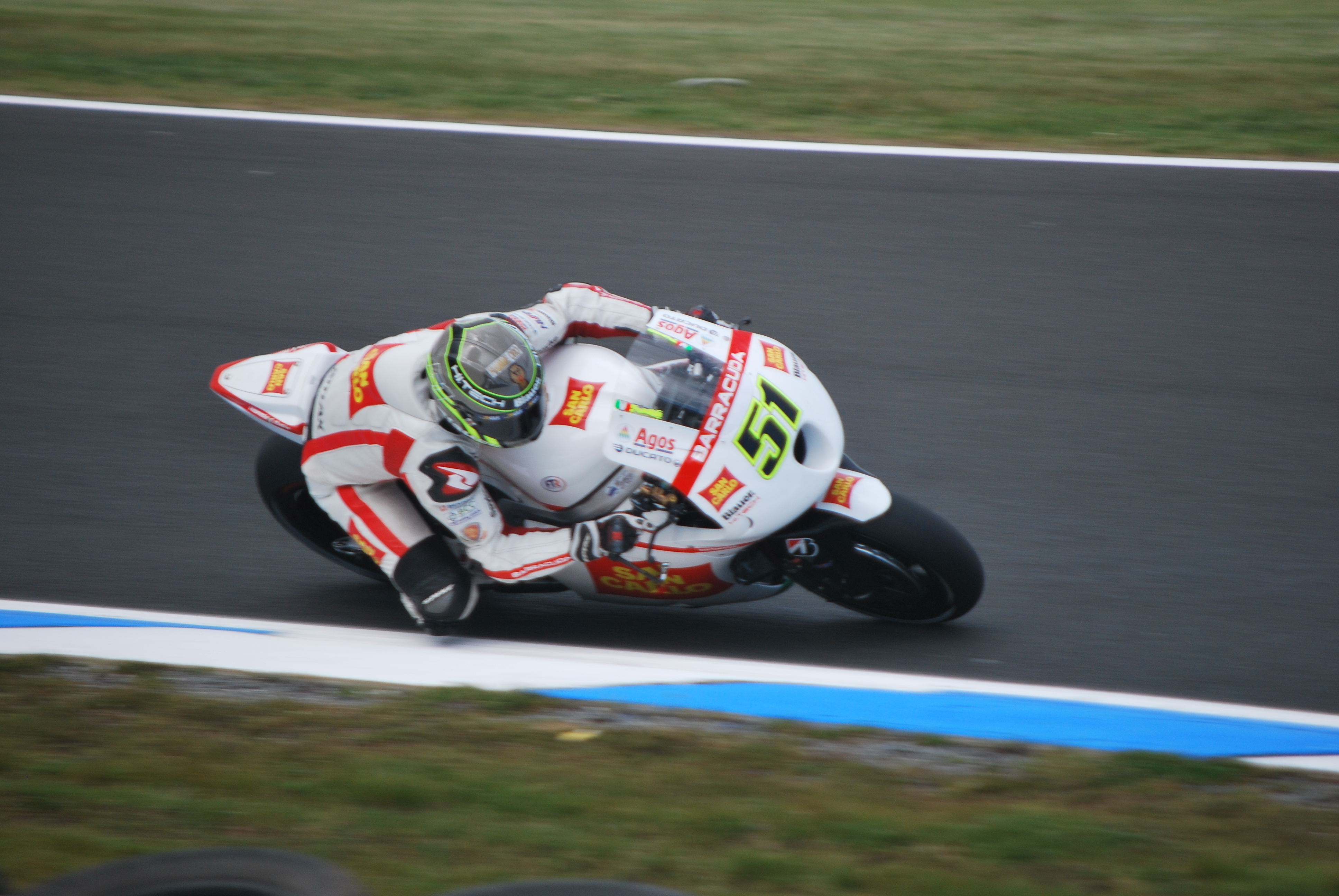
Pirro en el GP de Australia 2012

Comenzó su carrera en el Gran Premio de Italia de 2003 en la categoría de 125cc, en una Aprilia motocicleta. En 2005, participó en la misma categoría con Malaguti, donde sumó 3 puntos en Gran Premio de China y terminó la temporada en 33° lugar. En 2006, continuó compitiendo en la 125 con una Aprilia y posteriormente con Honda, sin puntuar.
En 2007 y 2008 ganó el campeonato nacional italiano en la categoría de Superstock en un Yamaha YZF-R1. En 2009 participó en el Campeonato Mundial de Supersport en Yamaha, finalizando en el puesto 11. La siguiente temporada cambió a Honda y terminó en el quinto lugar, con una victoria en en Imola. También hizo una aparición única en el Campeonato Mundial de Moto2 en el Gran Premio de Aragón, finalizando en el decimocuarto lugar.
Pirro regresó al Mundial del Gran Premio en 2011 en Moto2 con Equipo Gresini. Obtuvo una victoria, al final de la temporada en GP de Valencia, solo dos semanas después de que el piloto de MotoGP de Gresini Marco Simoncelli falleciera en el Gran Premio de Malasia. Su carrera en MotoGP comenzó en 2012 con Gresini en una motocicleta FTR, y una quinta posición en GP de Valencia como mejor posición, finalizando la temporada en el puesto 15 con 43 puntos.
Desde 2013, Pirro ha sido el piloto oficial de pruebas del equipo Ducati. Ha participado en carreras todos los años como sustituto de los corredores lesionados, obteniendo un mejor resultado de la séptima posición del Gran Premio de Italia de 2013, terminando la temporada en el puesto 13 con 56 puntos. En 2014, Pirro reemplazó al lesionado Cal Crutchlow en el Gran Premio de Argentina de 2014 y participó con una wild-card en cinco carreras.
En 2015 y 2016 continuó siendo el piloto oficial de Ducati, mientras que también participó en el Campeonato Italiano de Superbikes, donde 2015. Ese mismo año participó con una wild card en el Gran Premio de Italia y Gran Premio de San Marino. También corrió en la carrera italiana del Campeonato Mundial de Superbikes en Misano y GP de España como sustituto del lesionado Davide Giugliano.
En 2016, sustituyó al lesionado Danilo Petrucci por el equipo Pramac Ducati en Gran Premio de Argentina de 2016, Gran Premio de las Américas y Gran Premio de España de MotoGP, y corrió para el equipo Ducati en el Gran Premio de Italia. Sustituyó al lesionado Loris Baz en el Gran Premio de Cataluña a bordo de una Avintia Ducati.
Continuó participando en MotoGP como piloto sustituto de Ducati en 2017 y 2018. Durante una sesión de práctica antes del Gran Premio de Italia sufrió un grave accidente al final de la recta de meta y fue hospitalizado con una grave conmoción cerebral.
En 2019 participó en tres grandes premios como wildcard de Ducati en MotoGP, siendo 7.º en Italia  y retirándose de la carrera en San Marino y en Valencia.
Para 2020 participó en dos grandes premios de MotoGP con el equipo Pramac Racing sustituyendo a Francesco Bagnaia.
En 2021 volvió a disputar tres grandes premios de MotoGP, el primero de ellos con el Pramac Racing como sustituto de Jorge Martín, y los otros dos como wildcard de Ducati. Pirro logró puntuar en los tres grandes premios que disputó en esta temporada.
En 2022, Pirro disputó de nuevo tres grandes premios como wildcard de Ducati bajo el nombre Aruba.it Racing aunque en esta temporada no fue capaz de puntuar en ninguno de ellos.
Durante 2023 disputaría cinco grandes premios, tres como sustituto de Enea Bastianini en el equipo Ducati Lenovo Team y dos como wildcard Ducati bajo el nombre Aruba.it Racing. Entre las carreras al Sprint y las largas de domingo, únicamente logró puntuar en la carrera de las Américas con un 11.º puesto.
En 2024 volverá a participar como sustituto de Ducati en el último gran premio de la temporada tras la lesión de Fabio Di Giannantonio en el equipo Pertamina Enduro VR46 Racing Team. Esto hará que Pirro haya disputado al menos un Gran Premio de MotoGP en doce temporadas consecutivas de MotoGP desde que dejó de ser piloto con asiento propio.

## Resultados

### Campeonato del Mundo de Motociclismo
Sistema de puntuación de 1993 hasta 2022:
| Posición | 1.º | 2.º | 3.º | 4.º | 5.º | 6.º | 7.º | 8.º | 9.º | 10.º | 11.º | 12.º | 13.º | 14.º | 15.º |
| Puntos   | 25  | 20  | 16  | 13  | 11  | 10  | 9   | 8   | 7   | 6    | 5    | 4    | 3    | 2    | 1    |

Sistema de puntuación desde 2023 en adelante:
| Posición       | 1.º | 2.º | 3.º | 4.º | 5.º | 6.º | 7.º | 8.º | 9.º | 10.º | 11.º | 12.º | 13.º | 14.º | 15.º |
| Puntos         | 25  | 20  | 16  | 13  | 11  | 10  | 9   | 8   | 7   | 6    | 5    | 4    | 3    | 2    | 1    |
| Carrera sprint | 12  | 9   | 7   | 6   | 5   | 4   | 3   | 2   | 1   |      |      |      |      |      |      |

#### Por temporada
| Temp. | Cat.   | Moto     | Equipo                            | N.º | Carreras | Victorias | Podios | Poles | V.Ráp. | Pts. | Pos. |
| ----- | ------ | -------- | --------------------------------- | --- | -------- | --------- | ------ | ----- | ------ | ---- | ---- |
| 2003  | 125cc  | Aprilia  | RCGM                              | 61  | 1        | 0         | 0      | 0     | 0      | 0    | NC   |
| 2004  | 125cc  | Aprilia  | RCGM Team F.M.I.                  | 61  | 1        | 0         | 0      | 0     | 0      | 0    | NC   |
| 2004  | 125cc  | Aprilia  | Rauch Bravo                       | 37  | 1        | 0         | 0      | 0     | 0      | 0    | NC   |
| 2005  | 125cc  | Malaguti | Malaguti Reparto Corse            | 15  | 14       | 0         | 0      | 0     | 0      | 3    | 33.º |
| 2006  | 125cc  | Aprilia  | WTR Blauer USA                    | 15  | 10       | 0         | 0      | 0     | 0      | 0    | NC   |
| 2006  | 125cc  | Honda    | Humangest Racing Team             | 15  | 2        | 0         | 0      | 0     | 0      | 0    | NC   |
| 2010  | Moto2  | Moriwaki | Gresini Racing Moto2              | 51  | 1        | 0         | 0      | 0     | 0      | 2    | 38.º |
| 2011  | Moto2  | Moriwaki | Gresini Racing Moto2              | 51  | 17       | 1         | 2      | 1     | 0      | 84   | 9.º  |
| 2012  | MotoGP | FTR      | San Carlo Honda Gresini           | 51  | 18       | 0         | 0      | 0     | 0      | 43   | 15.º |
| 2013  | MotoGP | Ducati   | Ducati Team                       | 51  | 3        | 0         | 0      | 0     | 0      | 20   | 13.º |
| 2013  | MotoGP | Ducati   | Ignite Pramac Racing              | 51  | 7        | 0         | 0      | 0     | 0      | 36   | 13.º |
| 2014  | MotoGP | Ducati   | Ducati Team                       | 51  | 6        | 0         | 0      | 0     | 0      | 18   | 19.º |
| 2015  | MotoGP | Ducati   | Ducati Team                       | 51  | 3        | 0         | 0      | 0     | 0      | 12   | 21.º |
| 2016  | MotoGP | Ducati   | OCTO Pramac Yakhnich              | 51  | 3        | 0         | 0      | 0     | 0      | 12   | 19.º |
| 2016  | MotoGP | Ducati   | Ducati Team                       | 51  | 4        | 0         | 0      | 0     | 0      | 23   | 19.º |
| 2016  | MotoGP | Ducati   | Avintia Racing                    | 51  | 2        | 0         | 0      | 0     | 0      | 1    | 19.º |
| 2017  | MotoGP | Ducati   | Ducati Team                       | 51  | 3        | 0         | 0      | 0     | 0      | 25   | 23.º |
| 2018  | MotoGP | Ducati   | Ducati Team                       | 51  | 3        | 0         | 0      | 0     | 0      | 14   | 22.º |
| 2019  | MotoGP | Ducati   | Ducati Team                       | 51  | 3        | 0         | 0      | 0     | 0      | 9    | 22.º |
| 2020  | MotoGP | Ducati   | Pramac Racing                     | 51  | 2        | 0         | 0      | 0     | 0      | 4    | 23.º |
| 2021  | MotoGP | Ducati   | Pramac Racing                     | 51  | 1        | 0         | 0      | 0     | 0      | 3    | 23.º |
| 2021  | MotoGP | Ducati   | Ducati Lenovo Team                | 51  | 2        | 0         | 0      | 0     | 0      | 9    | 23.º |
| 2022  | MotoGP | Ducati   | Aruba.it Racing                   | 51  | 3        | 0         | 0      | 0     | 0      | 0    | 27.º |
| 2023  | MotoGP | Ducati   | Ducati Lenovo Team                | 51  | 3        | 0         | 0      | 0     | 0      | 5    | 27.º |
| 2023  | MotoGP | Ducati   | Aruba.it Racing                   | 51  | 2        | 0         | 0      | 0     | 0      | 0    | 27.º |
| 2024  | MotoGP | Ducati   | Pertamina Enduro VR46 Racing Team | 51  | 1        | 0         | 0      | 0     | 0      | 0    | 29.º |

#### Carreras por categoría
| Cat.   | Temp.         | 1.er Gran Premio | 1.er Podio        | 1.ª Victoria              | Carreras | Victorias | Podios | Poles | VR | Pts | CM |
| ------ | ------------- | ---------------- | ----------------- | ------------------------- | -------- | --------- | ------ | ----- | -- | --- | -- |
| 125cc  | 2003-2006     | Italia 2003      |                   |                           | 29       | 0         | 0      | 0     | 0  | 3   | –  |
| Moto2  | 2010–2011     | Aragón 2010      | Gran Bretaña 2011 | Comunidad Valenciana 2011 | 18       | 1         | 2      | 1     | 0  | 86  | –  |
| MotoGP | 2012-2024     | Catar 2012       |                   |                           | 60       | 0         | 0      | 0     | 0  | 234 | –  |
| Total  | 2003–Presente | 2003–Presente    | 2003–Presente     | 2003–Presente             | 116      | 1         | 2      | 1     | 0  | 323 | –  |

#### Carreras por año
(Carreras en negrita indica pole position, carreras en cursiva indica vuelta rápida)
| Año  | Cat.   | Moto     | 1       | 2       | 3         | 4       | 5      | 6        | 7       | 8       | 9       | 10      | 11      | 12        | 13       | 14       | 15     | 16     | 17     | 18      | 19      | 20       | Pts. | Pos. |
| ---- | ------ | -------- | ------- | ------- | --------- | ------- | ------ | -------- | ------- | ------- | ------- | ------- | ------- | --------- | -------- | -------- | ------ | ------ | ------ | ------- | ------- | -------- | ---- | ---- |
| 2003 | 125cc  | Aprilia  | JPN -   | RSA -   | SPA -     | FRA -   | ITA 29 | CAT -    | NED -   | GBR -   | GER -   | CZE -   | POR -   | BRA -     | PAC -    | MAL -    | AUS -  | VAL -  |        |         |         |          | 0    | -    |
| 2004 | 125cc  | Aprilia  | RSA -   | SPA -   | FRA -     | ITA 19  | CAT -  | NED -    | BRA -   | GER -   | GBR -   | CZE -   | POR -   | JPN -     | QAT -    | MAL -    | AUS -  | VAL 16 |        |         |         |          | 0    | -    |
| 2005 | 125cc  | Malaguti | SPA Ret | POR 19  | CHN 13    | FRA Ret | ITA 19 | CAT Ret  | NED Ret | GBR Ret | GER Ret | CZE Ret | JPN Ret | MAL Ret   | QAT Ret  | AUS Ret  | TUR -  | VAL -  |        |         |         |          | 3    | 33.º |
| 2006 | 125cc  | Honda    | SPA -   | QAT 18  | TUR Ret   | CHN 25  | FRA 23 | ITA Ret  | CAT 20  | NED Ret | GBR Ret | GER 23  | CZE 19  | MAL 24    | AUS Ret  | JPN -    | POR -  | VAL -  |        |         |         |          | 0    | -    |
| 2010 | Moto2  | Moriwaki | QAT -   | SPA -   | FRA -     | ITA -   | GBR -  | NED -    | CAT -   | GER -   | CZE -   | IND -   | RSM -   | ARA 14    | JPN -    | MAL -    | AUS -  | POR -  | VAL -  |         |         |          | 2    | 38.º |
| 2011 | Moto2  | Moriwaki | QAT 8   | SPA 9   | POR 22    | FRA 14  | CAT 12 | GBR 3    | NED 17  | ITA Ret | GER 10  | CZE 18  | IND 20  | RSM 14    | ARA Ret  | JPN 13   | AUS 14 | MAL 7  | VAL 1  |         |         |          | 84   | 9.º  |
| 2012 | MotoGP | FTR      | QAT Ret | SPA Ret | POR 14    | FRA 14  | CAT 14 | GBR 13   | NED 9   | GER Ret | ITA DSQ | USA Ret | IND Ret | CZE 14    | RSM 10   | ARA 15   | JPN 15 | MAL 12 | AUS 14 | VAL 5   |         |          | 43   | 15.º |
| 2013 | MotoGP | Ducati   | QAT -   | AME -   | SPA 11    | FRA 8   | ITA 7  | CAT 10   | NED 14  | GER 10  | USA -   | IND -   | CZE 12  | GBR 12    | RSM 10   | ARA -    | MAL -  | AUS -  | JPN -  | VAL 10  |         |          | 56   | 13.º |
| 2014 | MotoGP | Ducati   | QAT -   | AME -   | ARG 17    | SPA Ret | FRA -  | ITA 11   | CAT 14  | NED -   | GER -   | IND -   | CZE 12  | GBR -     | RSM -    | ARA -    | JPN -  | AUS -  | MAL -  | VAL 9   |         |          | 18   | 19.º |
| 2015 | MotoGP | Ducati   | QAT -   | AME -   | ARG -     | SPA -   | FRA -  | ITA 8    | CAT -   | NED -   | GER -   | IND -   | CZE -   | GBR -     | RSM Ret  | ARA -    | JPN -  | AUS -  | MAL -  | VAL 12  |         |          | 12   | 21.º |
| 2016 | MotoGP | Ducati   | QAT -   | ARG 12  | AME 8     | SPA 16  | FRA -  | ITA 10   | CAT 15  | NED Ret | GER -   | AUT 12  | CZE -   | GBR -     | RSM 7    | ARA 12   | JPN -  | AUS -  | MAL -  | VAL -   |         |          | 36   | 19.º |
| 2017 | MotoGP | Ducati   | QAT -   | ARG -   | AME -     | SPA -   | FRA -  | ITA 9    | CAT -   | NED -   | GER -   | CZE -   | AUT -   | GBR -     | RSM 5    | ARA -    | JPN -  | AUS -  | MAL -  | VAL 9   |         |          | 25   | 23.º |
| 2018 | MotoGP | Ducati   | QAT -   | ARG -   | AME -     | SPA -   | FRA -  | ITA DNS  | CAT -   | NED -   | GER -   | CZE -   | AUT -   | GBR -     | RSM 15   | ARA -    | THA -  | JPN -  | AUS -  | MAL Ret | VAL 4   |          | 14   | 22.º |
| 2019 | MotoGP | Ducati   | QAT -   | ARG -   | AME -     | SPA -   | FRA -  | ITA 7    | CAT -   | NED -   | GER -   | CZE -   | AUT -   | GBR -     | RSM Ret  | ARA -    | THA -  | JPN -  | AUS -  | MAL -   | VAL Ret |          | 9    | 22.º |
| 2020 | MotoGP | Ducati   | QAT -   | SPA -   | AND -     | CZE -   | AUT 12 | EST 20   | RSM -   | ERM -   | CAT -   | FRA -   | ARA -   | TER -     | EUR -    | VAL -    | POR -  |        |        |         |         |          | 4    | 23.º |
| 2021 | MotoGP | Ducati   | QAT -   | DOH -   | POR -     | SPA -   | FRA -  | ITA 13   | CAT -   | GER -   | NED -   | EST -   | AUT -   | GBR -     | ARA -    | RSM 11   | AME -  | ERM 12 | ALG -  | VAL -   |         |          | 12   | 23.º |
| 2022 | MotoGP | Ducati   | QAT -   | INA -   | ARG -     | AME -   | POR -  | SPA -    | FRA -   | ITA 18  | CAT 16  | GER -   | NED -   | GBR -     | AUT -    | RSM Ret  | ARA -  | JPN -  | THA -  | AUS -   | MAL -   | VAL -    | 0    | 27.º |
| 2023 | MotoGP | Ducati   | POR -   | ARG -   | AME 11Ret | ESP -   | FRA -  | ITA 1615 | GER -   | NED -   | GBR -   | AUT -   | CAT -   | RSM Ret20 | IND 1614 | JPN 1619 | INA -  | AUS -  | THA -  | MAL -   | QAT -   | VAL -    | 5    | 27.º |
| 2024 | MotoGP | Ducati   | QAT -   | POR -   | AME -     | SPA -   | FRA -  | CAT -    | ITA -   | NED -   | GER -   | GBR -   | AUT -   | ARA -     | RSM -    | ERM -    | INA -  | JPN -  | AUS -  | THA -   | MAL -   | SLD 2021 | 0    | 29.º |

### Campeonato Mundial de Supersport

#### Carreras por año
| Año  | Moto   | 1       | 2      | 3      | 4       | 5     | 6     | 7     | 8       | 9       | 10      | 11      | 12     | 13     | 14    | Pos. | Pts. |
| ---- | ------ | ------- | ------ | ------ | ------- | ----- | ----- | ----- | ------- | ------- | ------- | ------- | ------ | ------ | ----- | ---- | ---- |
| 2009 | Yamaha | AUS 12  | QAT 11 | SPA 7  | NED 10  | ITA 7 | RSA 9 | USA 8 | SMR Ret | GBR 15  | CZE Ret | GER Ret | ITA 11 | FRA 10 | POR 6 | 11.º | 70   |
| 2010 | Honda  | AUS Ret | POR 3  | SPA 11 | NED Ret | ITA 4 | RSA 4 | USA 5 | SMR Ret | CZE Ret | GBR     | GER 8   | ITA 1  | FRA 8  |       | 5.º  | 99   |

### Campeonato Mundial de Superbikes

#### Carreras por año
| Año  | Moto   | 1   | 1   | 2   | 2   | 3   | 3   | 4   | 4   | 5   | 5   | 6   | 6   | 7   | 7   | 8     | 8     | 9   | 9   | 10  | 10  | 11    | 11    | 12  | 12  | 13    | 13      | 14  | 14  | Pos. | Pts. |
| Año  | Moto   | R1  | R2  | R1  | R2  | R1  | R2  | R1  | R2  | R1  | R2  | R1  | R2  | R1  | R2  | R1    | R2    | R1  | R2  | R1  | R2  | R1    | R2    | R1  | R2  | R1    | R2      | R1  | R2  | Pos. | Pts. |
| ---- | ------ | --- | --- | --- | --- | --- | --- | --- | --- | --- | --- | --- | --- | --- | --- | ----- | ----- | --- | --- | --- | --- | ----- | ----- | --- | --- | ----- | ------- | --- | --- | ---- | ---- |
| 2013 | Ducati | AUS | AUS | SPA | SPA | NED | NED | ITA | ITA | GBR | GBR | POR | POR | ITA | ITA | RUS   | RUS   | GBR | GBR | GER | GER | TUR   | TUR   | USA | USA | FRA 6 | FRA Ret | SPA | SPA | 26.º | 10   |
| 2015 | Ducati | AUS | AUS | THA | THA | SPA | SPA | NED | NED | ITA | ITA | GBR | GBR | POR | POR | SMR 8 | SMR 8 | USA | USA | MAL | MAL | SPA 6 | SPA 7 | FRA | FRA | QAT   | QAT     |     |     | 21.º | 35   |